# Выходцовы
Выходцовы — дворянский род.
Титулярные советники: Александр и Владимир Выходцовы, поступили на службу: первый в 1811, а последний в 1814 году; Александр в 1812 году произведён в прапорщики, а Владимир в 1834 г. награждён орденом св. Анны 3 степени; 26 сентября 1836 года им пожалован диплом на потомственное дворянское достоинство.

## Описание герба
Щит четырёхчастный. В первой, золотой части, две червлёные о шести лучах звезды, в перевязь. Во второй, лазоревой части, серебряный журавль с червлёными клювом и когтями, держащий золотой камень. В третьей, зелёной части, золотая стена, увенчанная такою же круглою башнею. В четвёртой, серебряной части, зелёный лавровый венок, через который положен, в перевязь, влево, чёрный с золотою рукоятью, меч.
Щит увенчан дворянскими шлемом и короною. Нашлемник: три серебряных страусовых пера. Намёт: справа — червлёный, с золотом, слева — лазоревый, с серебром.
Герб Выходцова внесен в Часть 11 Общего гербовника дворянских родов Всероссийской империи, стр. 97.